# Jan de Nijs
Jan de Nijs (ur. 25 stycznia 1958 w Amsterdamie) – holenderski kolarz torowy i szosowy, złoty medalista torowych mistrzostw świata.

## Kariera
Największy sukces w karierze Jan de Nijs osiągnął w 1984 roku, kiedy zdobył złoty medal w wyścigu ze startu zatrzymanego amatorów podczas mistrzostw świata w Barcelonie. W wyścigu tym bezpośrednio wyprzedził Włocha Roberto Dottiego i Ralfa Stambulę z RFN. Był to jedyny medal wywalczony przez de Nijsa na międzynarodowej imprezie tej rangi. Startował także w wyścigach szosowych, wygrywając między innymi kryterium w Lamswaarde w 1980 roku oraz trzecie miejsce w klasyfikacji generalnej Hel van het Mergelland w 1981 roku. Wielokrotnie zdobywał medale torowych mistrzostw Holandii, a w 1983 roku był również mistrzem kraju w szosowej drużynowej jeździe na czas. Nigdy nie startował na igrzyskach olimpijskich.